# مشت کردن
مشت کردن (به انگلیسی: Fisting) عملی جنسی است که در آن فرد دستان خود را در داخل واژن یا مقعد می‌کند. هنگامی که دست وارد گشت انگشتان یا به حالت مشت یا حالت باز باقی خواهند ماند. در موارد شدیدتر مشت کردن همانند منگنه کاری (به انگلیسی "punching" یا "punchfisting") فرد مشت خود را پس از وارد شدن به آهستگی به عقب و جلو می‌برد. مشت کردن می‌تواند همراه یا بدون شریک جنسی انجام گیرد.

## خطرها
مشت کردن واژن تاکنون سبب مرگ نیز شده‌است؛ چرا که می‌تواند موجب آمبولی هوا شود. به‌طور کلی اعمال جنسی که سبب ورود هوا به واژن می‌گردند، می‌توانند کشنده باشند که این خطر به احتمال هنگام بارداری بیشتر نیز می‌گردد. مشت کردن مقعد نیز می‌تواند سبب جراحات جدی شود که منجر به بستری شدن فرد پذیرنده می‌گردد و در صورت عدم درمان می‌تواند منجر به مرگ گردد.